# Transporte de orugas (NASA)
Los transportes de orugas de la NASA, en inglés crawler-transporter, son un par de vehículos oruga utilizados para el transporte de naves espaciales desde el Edificio de ensamblaje de vehículos (VAB, del inglés Vehicle Assembly Building), de la agencia espacial estadounidense, a lo largo de la vía de transporte de orugas (crawlerway, en inglés) al complejo de lanzamiento 39. Se utilizaron originalmente para transportar los cohetes Saturno IB y Saturno V durante los programas Apolo, Skylab y Apolo-Soyuz. También fueron utilizados para el transporte de los transbordadores espaciales, desde 1981 hasta 2011. Las orugas transportistas llevan vehículos en la Plataforma móvil de lanzamiento (Mobile Launcher Platform), desde el Edificio de ensamblaje de vehículos (VAB) al lugar de lanzamiento, y, después de cada lanzamiento, devuelve la plataforma al VAB.
Los dos vehículos oruga fueron diseñados y construidos por Marion Power Shovel (más tarde Bucyrus International), con componentes diseñados y construidos por Rockwell International, a un costo de 14 millones de dólares estadounidenses cada uno. Cuando se construyeron, fueron los vehículos terrestres más grandes del mundo, un título arrebatado más tarde por la excavadora alemana Bagger 288, aunque continúan siendo los vehículos autopropulsados más grandes hasta la actualidad.

## Especificaciones
El transporte tiene un peso de 2 .721 toneladas (2 721 000 kg). Su planta tiene forma rectangular, 40 por 35 m. En cada una de las cuatro esquinas tiene un par de cadenas situadas en paralelo, una da al exterior y otra al interior. En total son ocho orugas. Cada una de ellas tiene 57 eslabones, y cada eslabón pesa 900 kg. La altura desde el nivel del suelo hasta la plataforma es ajustable entre 6,1 a 7,9 m (20 a 26 pies), y cada parte puede ser elevada y bajada independientemente de las demás. Utiliza un sistema de guía láser y un sistema de nivelación para mantener la plataforma móvil de lanzamiento a nivel horizontal dentro de 10 minutos de arco (aproximadamente 1 pie (30 cm) en la parte superior del Saturno V), mientras se dirige al lugar de lanzamiento aunque el camino en algunos tramos tiene una pendiente del 5%. Un sistema de láser de acoplamiento separado proporciona una precisión milimétrica para posicionarlo en el VAB o en la plataforma de lanzamiento. Para operar el vehículo, se necesita un equipo de cerca de 30 ingenieros, técnicos y controladores.

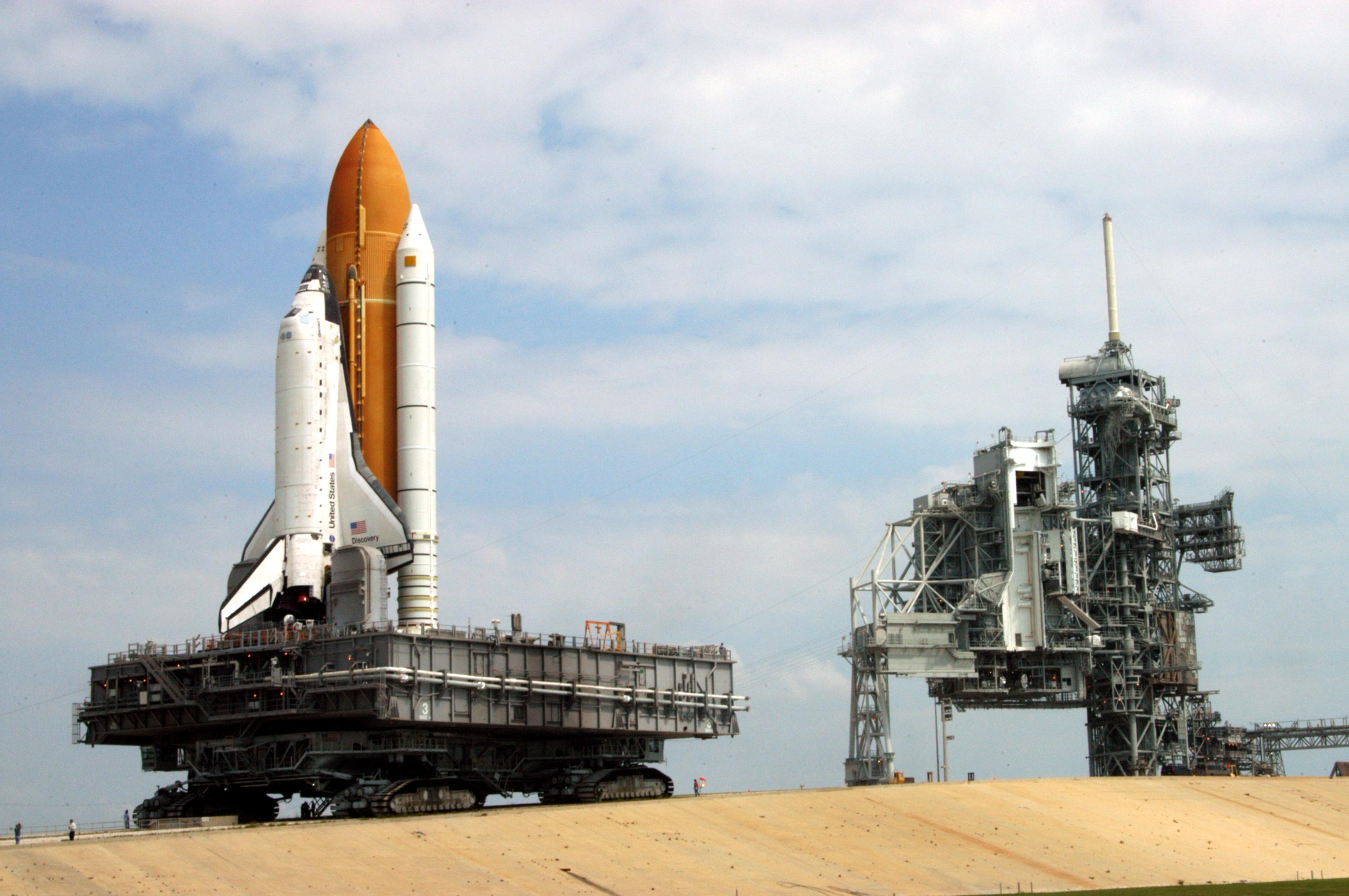
Un transporte de orugas con el Discovery recorre el ramal hacia la plataforma de lanzamiento 39B. La parte posterior del vehículo se puede elevar para mantener la carga nivelada.

Dispone de 16 motores de tracción, impulsados por cuatro generadores de 1 341 CV (1 000 kilovatios) de potencia, a su vez impulsados por dos motores diésel Alco  V16 de una potencia de 2.750 CV (2.050 kilovatios). Para la elevación, dirección, iluminación y ventilación emplea dos generadores de 1 006 CV (750 kW), impulsados por dos motores de 1 065 CV (794 kW). Tiene dos generadores de 201 CV (150 kW) para alimentar a la Plataforma móvil de lanzamiento. Los depósitos del transporte cargan 19 000 l (5 000 galones) de combustible diésel, y consume 296 l/km.
Se controla desde dos cabinas de control situadas en esquinas en diagonal del vehículo, de forma que el control esté en la parte derecha en el sentido de la marcha. Se desplaza a lo largo de las 3,5 millas (5,6 km) del crawlerway a una velocidad máxima de 1 milla por hora (1,6 km/h) cargado, o de 2 millas por hora ( 3,2 km/h) descargado. El tiempo de viaje promedio del VAB a lo largo de la crawlerway al Complejo de Lanzamiento 39 es de cerca de cinco horas. El crawlerway de 30 metros de ancho con dos pistas de rodadura separadas formada por dos zanjas de 2 m de profundidad rellenas con roca de río de Alabama y Tennessee por su baja fricción, con el fin de reducir la posibilidad de chispas. En 2000, la NASA desenterró y restauró un segmento del crawlerway de la era Apolo para facilitar el acceso a un edificio de gran altura con el fin de proporcionar protección contra un huracán.
El Centro Espacial Kennedy ha estado utilizando los mismos dos vehículos oruga, apodados "Hans" y "Franz", desde su primera entrega en 1965. Durante su vida útil han recorrido más de 5.500 km.
Los transportes se renovaron en 2003 con mejoras en el Centro de Control de Motores, donde se encuentra el equipo de maniobra y el control eléctrico de los principales sistemas de a bordo, un nuevo motor y sistema de bomba de ventilación y nuevos radiadores para los motores diésel, y la sustitución de las dos cabinas de conducción en cada vehículo (uno en cada extremo). La NASA había planeado utilizarlos para el proyecto Constelación después de que el transbordador espacial terminó en 2011, debido a su edad y necesidad de apoyar el pesado Ares V y su torre de lanzamiento, la NASA había planificado modificar los motores del transporte. Con la cancelación del proyecto Constelación, su destino es incierto.

## Imágenes

### Vehículo

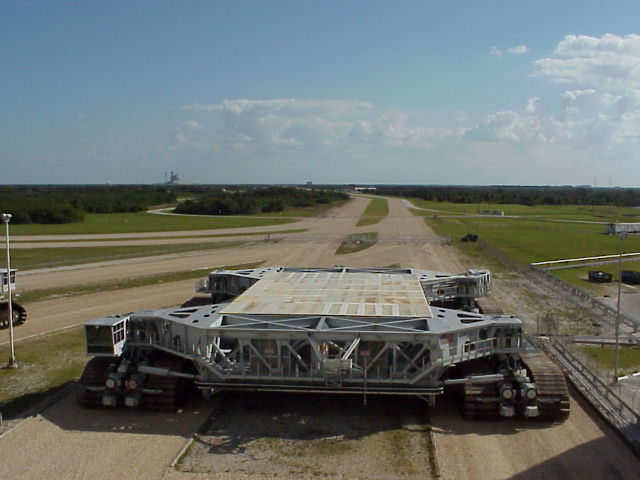
Vista general
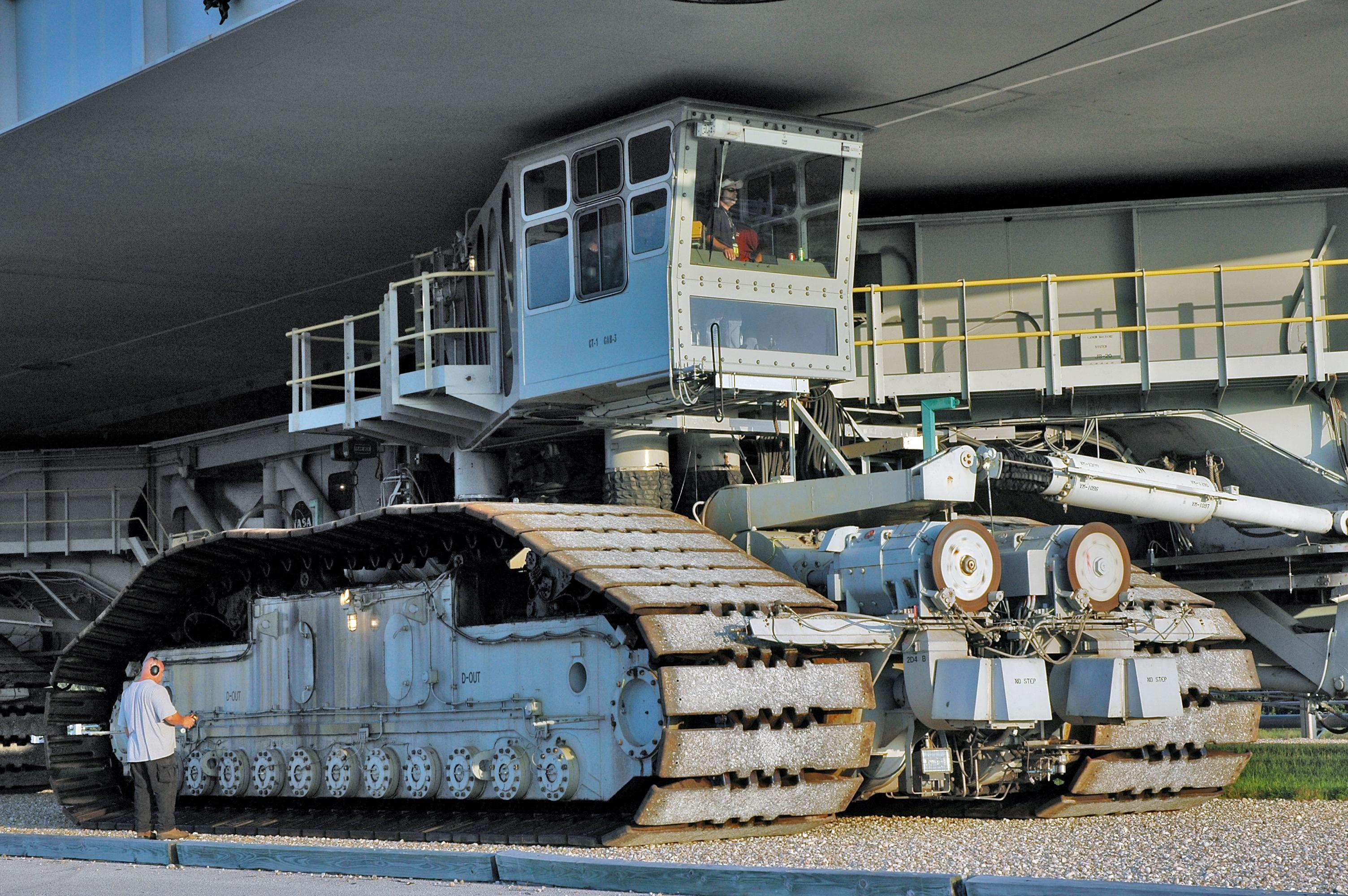
Vista de la cabina
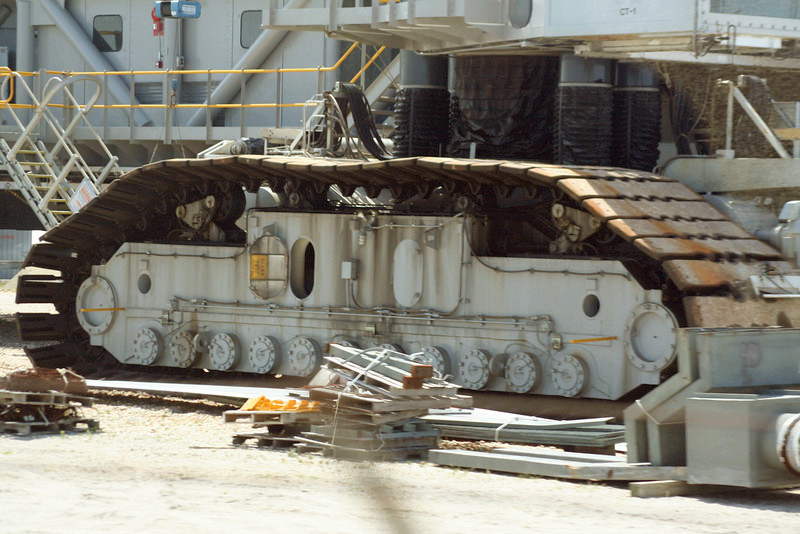
Vista de una cadena.
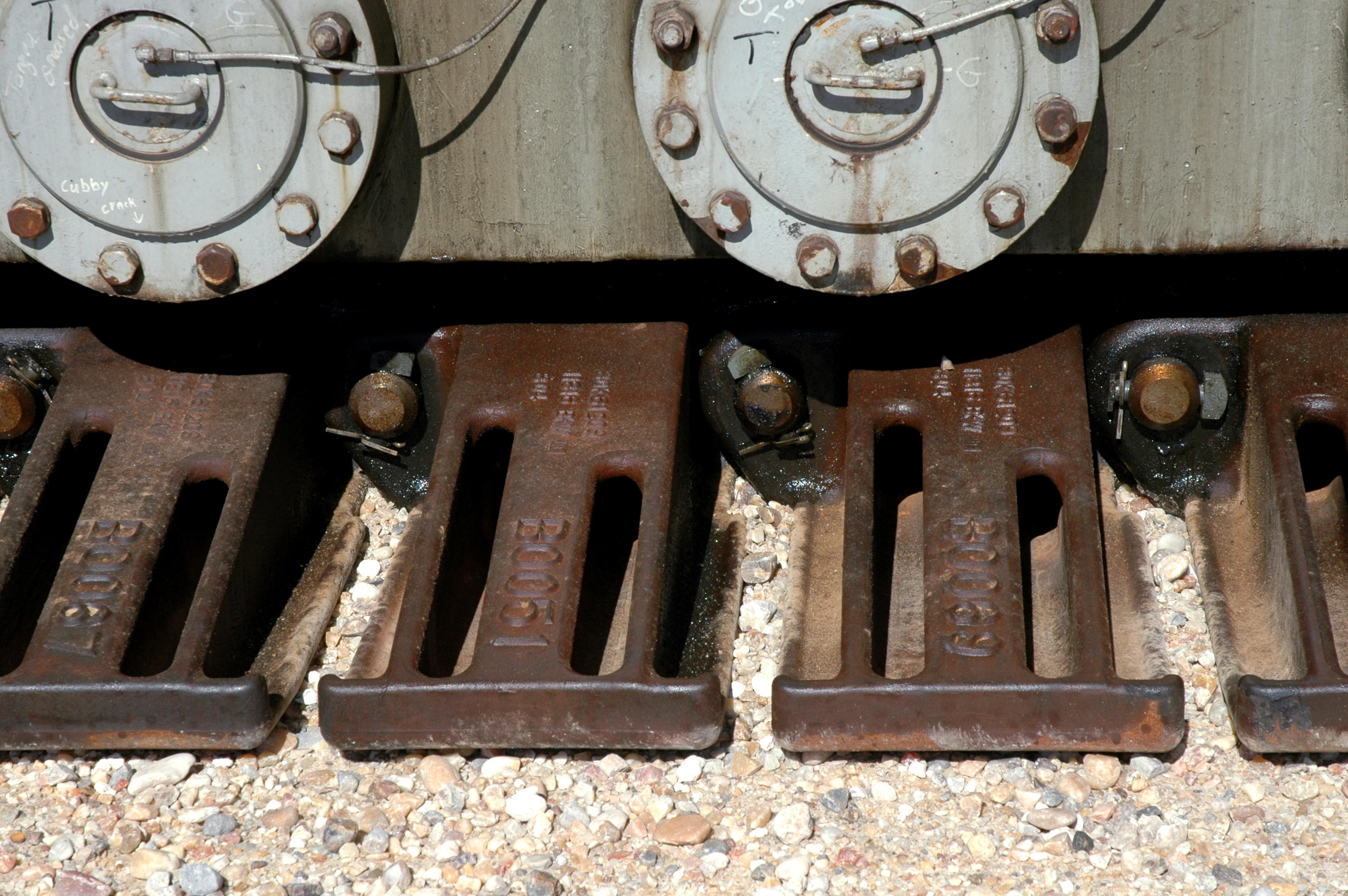
Detalle de la cadena.

### Trabajando

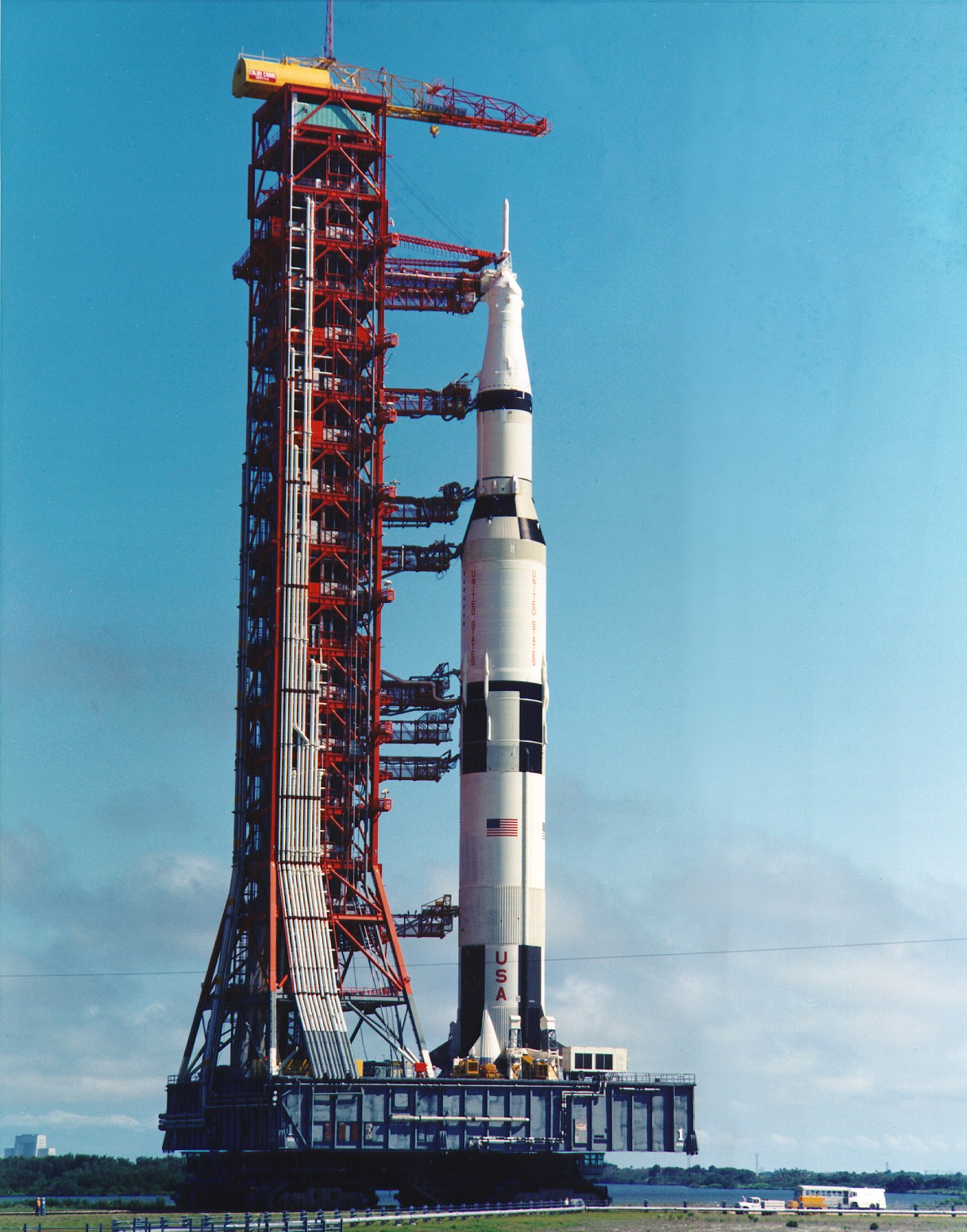
El Saturno V sobre el transporte.
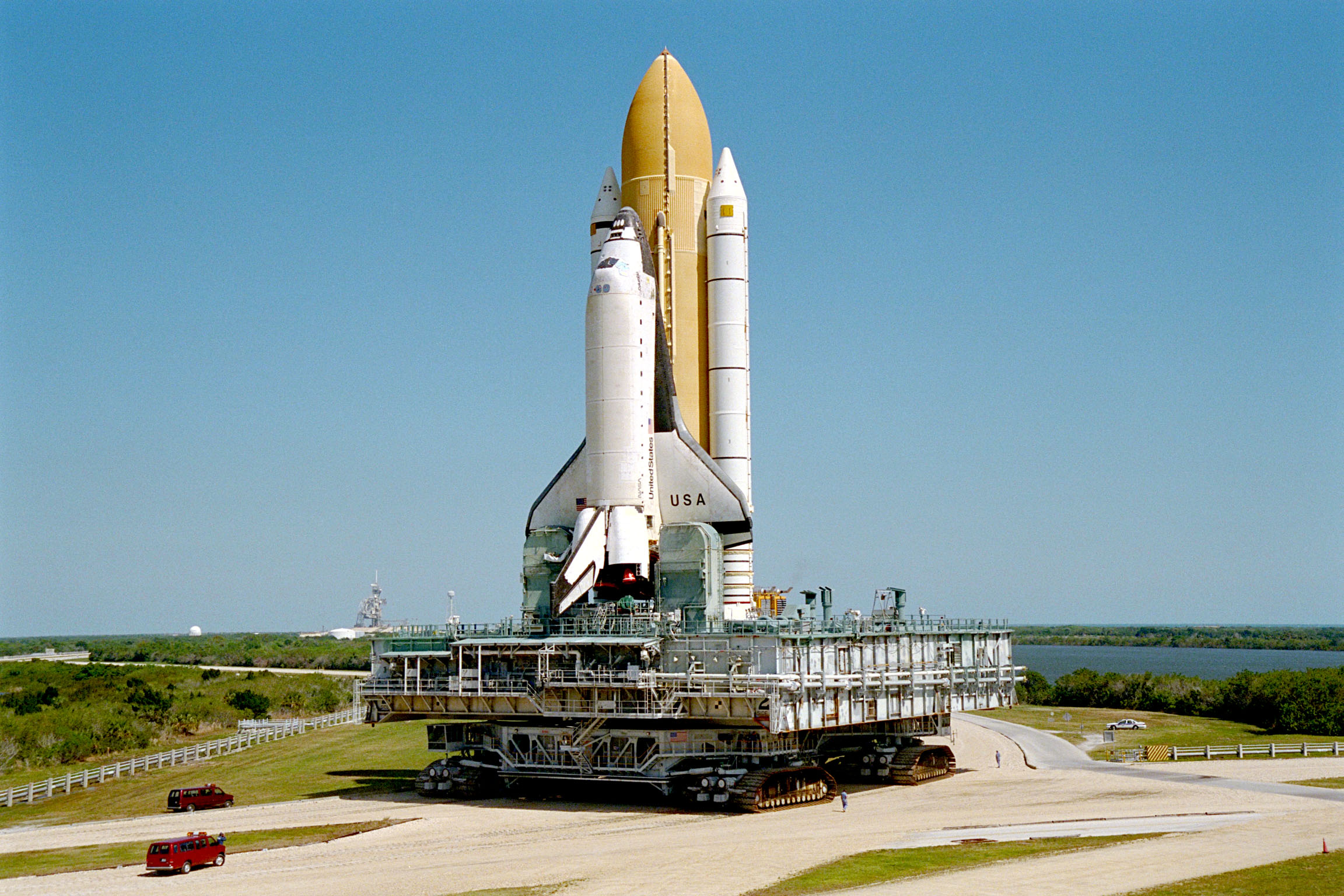
El Columbia en la Plataforma móvil de lanzamiento, sobre el vehículo de oruga.
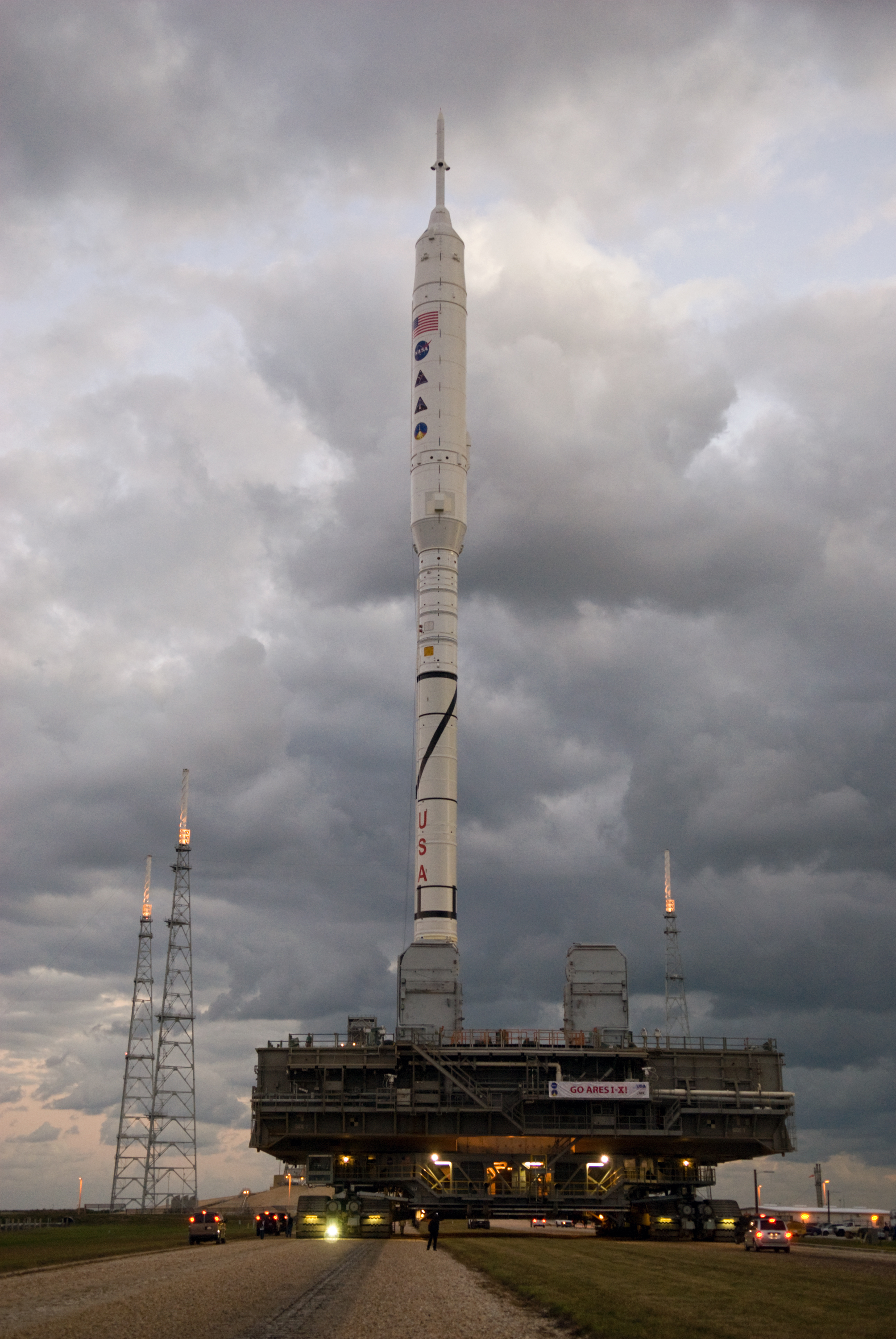
El Ares I-X sobre el vehículo.